# Hervé Mariton
 (15 novembre 2019).
Hervé Mariton, né le 5 novembre 1958 à Alger (Algérie), est un homme politique français.
Il est maire de Crest de juin 1995 jusqu'au 14 juillet 2024. Il est député de la troisième circonscription de la Drôme entre 1993 et 2017. Au sein du gouvernement Dominique de Villepin, il est brièvement ministre de l'Outre-mer entre mars et mai 2007.
Depuis mai 2021, Hervé Mariton est président de la Fédération des entreprises d'outre-mer, association qui représente les entreprises situées dans l’ensemble des territoires constituant l’Outre-mer français.

## Biographie

### Jeunesse et études
Son père Maurice Mariton est un militaire drômois et catholique, tandis que sa mère Yolaine Benkemoun est juive d'Algérie.
Il obtient un prix au concours général, épreuve de russe, en 1974. Il poursuit ses études en classes préparatoires scientifiques (mathématiques spéciales) au lycée Louis-le-Grand à Paris.
Hervé Mariton réussit le concours d’entrée à l'École polytechnique,. Il devient ingénieur du Corps des instruments de mesure à sa sortie de l'École, puis ingénieur du Corps des mines lorsque son premier corps est mis en extinction.
Il obtient un DEA de gestion à l'université Paris-Dauphine et il est également diplômé de l'IEP de Paris (1982). Hervé Mariton parle couramment le russe.
Hervé Mariton est marié et père de quatre enfants que lui et son épouse — catholique — ont élevés dans la religion catholique. Il se définit pour sa part comme juif pratiquant.

### Carrière politique
Il entre en politique à l'UDF où il est délégué général de l'UDF-AD. Secrétaire national du Parti républicain puis de Démocratie libérale, il est candidat face à François Bayrou pour la présidence de l'UDF en 1998, recueillant 10 % des suffrages.
Ses premiers mandats sont d'abord locaux : il devient conseiller municipal de Chevreuse en mars 1983 (à 24 ans) sur la liste conduite par Félix Gonzalez, puis conseiller régional en Rhône-Alpes à 27 ans, siège au conseil municipal de Valence de 1989 à 1995, puis à celui de Crest à partir de 1995. Sur le plan national, Hervé Mariton remporte le siège de député dans la 3e circonscription de la Drôme lors des élections législatives de 1993, mais échoue à se faire réélire lors de l'élection suivant la dissolution législative en 1997.
Proche un temps de Charles Millon, il est élu vice-président du conseil régional de Rhône-Alpes en 1994, puis en 1998 où l'exécutif est soutenu par les voix des élus du Front national, alors groupe charnière pour former une majorité régionale. Ce vote est annulé par le Conseil d'État le 9 décembre 1998, une nouvelle présidence est élue en 1999.
En 2002, il rejoint la toute nouvelle UMP et retrouve son fauteuil de député le 16 juin, pour la XIIe législature (2002-2007) dans la circonscription où il était déjà élu auparavant.
Il devient en 2006 l'un des plus fervents partisans du Premier ministre Dominique de Villepin, même si auparavant il a été personnellement favorable à une intervention militaire en Irak en 2003. Il entre au gouvernement en mars 2007, succédant à François Baroin, à la fonction de ministre de l'Outre-Mer. À cette même période, il annonce son ralliement à Nicolas Sarkozy pour l'élection présidentielle qui suit.
Il se définit comme « libéral pragmatique », et a créé avec François Goulard le club Réforme et Modernité, en 2006.
Candidat à sa réélection en tant que député UMP, pour la XIIIe législature (2007-2012), il est réélu avec 52,62 % des suffrages, au second tour. Moins d'un an plus tard, il est confirmé maire de Crest face à la liste d'union de la gauche « Mistral crestois », pour un troisième mandat consécutif, au premier tour de l'élection municipale de 2008, avec 56 % des suffrages exprimés.
En 2010, Hervé Mariton refuse d'adhérer au nouveau parti créé par l'ancien Premier ministre Dominique de Villepin, affirmant ne plus être « sur la même ligne » que lui. Il regrette l'influence « de gauche » qui s'exprime dans le projet de République solidaire présenté le 14 avril 2011.
Il est réélu député dans la troisième circonscription de la Drôme au terme des élections législatives de 2012.
En janvier 2013, à la suite de l’accord entre Jean-François Copé et François Fillon qui a suivi la crise politique du congrès de novembre 2012 de l'UMP, il est nommé responsable du pôle projet, assisté par la copéiste Valérie Debord et le filloniste Bruno Retailleau.
En juin 2013, Mediapart révèle qu'une assistante parlementaire d'Hervé Mariton est une ancienne militante du syndicat étudiant d'extrême droite le Rassemblement étudiant de droite. De plus, elle entretient des liens avec des personnalités d'extrême droite sur les réseaux sociaux et aurait permis à des manifestants anti-mariage pour tous de s'introduire dans l'Assemblée nationale pour y déployer une banderole. Elle est finalement licenciée par le député.
En novembre 2013, il décide de transformer son club « Réforme et Modernité » en le renommant « Droit au cœur » pour peser sur le débat à l'UMP et le choix de son candidat pour la présidentielle de 2017,.
En mars 2014, la liste qu'il mène à Crest obtient 57,08 % des voix au premier tour et Hervé Mariton est réélu maire.
En juin 2014, il annonce sa candidature à la présidence de l'UMP et soutient que le président du parti ne doit pas être candidat à l'élection présidentielle de 2017. Le 29 novembre 2014, il obtient 6,3 % des voix lors de l'élection du nouveau président de l'UMP face à Bruno Le Maire et à Nicolas Sarkozy, qui est élu avec 64,5 % des suffrages.

Logo de Hervé Mariton pour la primaire présidentielle des Républicains de 2016.

Le 20 septembre 2015, il se déclare candidat à l'élection primaire de la droite et du centre en 2016. Le lundi 16 janvier, il se prononce contre la candidature de Nicolas Sarkozy à la primaire, estimant que si l'ancien président de la République était le candidat de la droite et du centre lors de l'élection présidentielle de 2017, cela favoriserait la réélection de François Hollande.
Le 9 septembre 2016, il annonce avoir obtenu les parrainages nécessaires à sa participation à la primaire, huit jours après que l'Association « Sens commun » déclare soutenir François Fillon. Il est toutefois écarté de la compétition le 21 septembre lorsque la haute autorité chargée de la primaire invalide certains parrainages d'adhérents dont les noms étaient présents en double,. Il rallie alors Alain Juppé.
Hervé Mariton ne se représente pas aux élections législatives de 2017.
En octobre 2017, Hervé Mariton annonce prendre une « longue pause » dans sa carrière politique, même s'il reste maire de Crest. Il se consacre désormais à l'écriture d'un livre consacré à Alexandre Soljenitsyne ainsi que d'une pièce de théâtre autour du discours prononcé par ce dernier à l'université Harvard en 1978, qu'il interprète lors d'une tournée dans plusieurs villes de France,, ainsi qu'à Moscou et à l'université Harvard (Center for Russian Studies).
Actuellement, il préside le réseau Les Plus Beaux Détours de France et le Conseil Franco-Britannique. Il est également membre du conseil d'orientation de l'Institut Thomas-More et membre de la Commission trilatérale (en 2019). Il est également depuis mai 2021 le président de la Fédération des entreprises d'outre-mer.
Le 28 juin 2020, il est réélu maire de Crest pour un cinquième mandat, obtenant au second tour 51,67% des voix face à son opposant René-Pierre Halter. En octobre 2020, le tribunal administratif de Grenoble annule le résultat de cette élection. Le 17 février 2021, le Conseil d'État casse le jugement du tribunal administratif de Grenoble, ce qui permet à Hervé Mariton de rester maire.
Le 6 janvier 2024, il annonce qu'il démissionnera de son mandat de maire au courant de l'été 2024, au profit de sa première adjointe, Stéphanie Karcher.

## Positions
(février 2017).

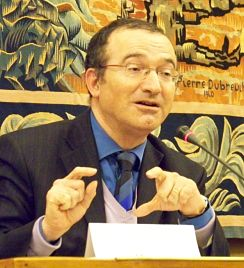
Lors d'un colloque de Réforme et Modernité, en 2009.

- Sur les questions de politique internationale, il est, en 2003, l'un des rares députés UMP, à l'instar de Pierre Lellouche ou Alain Madelin, à être favorable à l'intervention militaire américaine en Irak. En 2008, il se dit favorable au républicain John McCain pour l'élection présidentielle américaine, plutôt qu'au démocrate Barack Obama[45], tout comme il penche pour le républicain Mitt Romney pour l'élection présidentielle américaine de 2012[46].
- Sur les questions de défense, il se prononce en 2009 en faveur de la réintégration de la France dans le commandement intégré de l'OTAN, contrairement à ses collègues villepinistes et à Dominique de Villepin lui-même.
- Sur les questions sociales et de droit du travail, il est l'un des promoteurs du service minimum dans les transports publics, tant par ses propositions, que par ses prises de positions ou rapports.
- Sur les sujets sociétaux et familiaux, à la suite de la décision du tribunal administratif enjoignant au conseil général du Jura de donner l'agrément à une femme lesbienne, Hervé Mariton propose en 2009 de revenir sur le droit à l'adoption par des célibataires[47]. En 2010, il propose un amendement au projet de loi de finances 2011, défendant l'avantage fiscal pour les jeunes mariés, mais pas pour les jeunes pacsés ou couples divorcés[48]. En 2013, il est à l’Assemblée nationale l’orateur principal du groupe UMP concernant l’opposition au projet de loi du mariage homosexuel impliquant notamment l’adoption par ces mêmes couples[49].
- Sur le plan écologique et environnemental, il prône en avril 2010 une fiscalité écologique de droite, évoquant d'autres pistes que la taxe carbone, qui poserait problème à son sens à l'échelle européenne[50].
- Sur le plan institutionnel, il propose en novembre 2010 la suppression du Conseil économique, social et environnemental, institution qui, selon lui, « ne sert à rien » et coûte cher[51].
- Sur la question de la nationalité, Hervé Mariton se déclare à plusieurs reprises partisan du droit du sang par opposition au droit du sol[52],[53].
- Candidat à la primaire présidentielle des Républicains de 2016 (à laquelle il ne peut finalement pas se présenter, faute d'avoir réuni les parrainages nécessaires[54]), il se pose sur une ligne politique libérale économiquement (suppression du code du travail au profit des accords d'entreprises[55], instauration d'un impôt à taux unique, suppression du logement social[56]…) et conservatrice en matière de mœurs (abrogation de la loi autorisant le mariage homosexuel…).

## Détail des fonctions et des mandats

### Mandats locaux
- 6 mars 1983 - 19 mars 1989 : conseiller municipal de Chevreuse
- 20 mars 1989 - 18 juin 1995 : conseiller municipal de Valence
- maire de Crest : juin 1995-juillet 2024
- conseiller municipal de Crest depuis 1995
- conseiller régional de Rhône-Alpes :
  - 17 mars 1986 - 22 mars 1992
  - 23 mars 1992 - 15 mars 1998
  - 16 mars 1998 - 15 juillet 2002
- vice-président du Conseil régional de Rhône-Alpes :
  - 25 novembre 1994 - 15 mars 1998
  - 14 avril 1998 - 8 décembre 1998

### Mandats parlementaires
- député français, élu dans la 3e circonscription de la Drôme :
  - 2 avril 1993 - 21 avril 1997
  - 19 juin 2002 - 26 avril 2007
  - 20 juin 2007 - 19 juin 2012
  - 20 juin 2012 - 20 juin 2017

### Fonction ministérielle
- 27 mars 2007 - 15 mai 2007 : ministre de l'Outre-mer

## Décorations
- Chevalier de la Légion d'honneur le 11 juillet 2025[57].